# ガランタミン
ガランタミン（Galantamine）は、アセチルコリンエステラーゼ阻害薬のひとつであり、軽-中度のアルツハイマー病や様々な記憶障害の治療に用いられる。商品名レミニール。特に脳血管障害を原因とするものに有効。Galanthus 属-スノードロップ（Galanthus caucasicus、Galanthus woronowii ）や他のヒガンバナ科植物（Narcissus 属スイセン, Leucojum 属-スノーフレーク、Lycoris 属-ヒガンバナ）の球根や花から得られるアルカロイドである。人工的に合成することもできる。
現代医学での利用は1951年に始まり、ソ連の薬学者MashkovskyとKruglikova-Lvovaによって行われた。この2人によってガランタミンのアセチルコリンエステラーゼ（AChE）阻害作用が証明された。最初の工業生産は1959年、ブルガリアのPaskov（Nivalin, Sopharma）によって、東欧で伝統的に用いられていた植物を用いて始められた。これは民族植物学的創薬の実例である。

## 医療用途

### 認知症
軽-中度の脳血管性認知症、アルツハイマー病（AD）の治療に用いられる。米国ではAD治療薬としてFDAに承認されている。英NICEでは軽中程度のADに対して、ドネペジル、リバスチグミンと並んでガランタミンを選択肢の一つとして推奨している。
臨床試験では、副作用は他のコリンエステラーゼ阻害薬と似ており、消化器症状が主に観察される。実際にはもっと使い易い薬剤はあるが、3か月以上かけて薬量を増加させていくことで、副作用をそれと同等程度に抑えることができる。

### 神経疾患
東欧、ソ連では長い間、重症筋無力症、ミオパチー、中枢神経疾患に関連する感覚・運動機能障害などの治療に用いられている。

### 他の用途
明晰夢（LD）、体外離脱体験（OBE）の確率を上げるために使用されることがある。
睡眠改善薬として、睡眠への導入と睡眠の質を改善すると言われている。未だ広範な研究は行われていないが、初期の研究では不眠症に対する効果は確認できなかった。
フペルジンAのような他のコリン作動薬と共にスマートドラッグとして、または脳障害患者に対する記憶増強剤としても利用される。

## 薬理

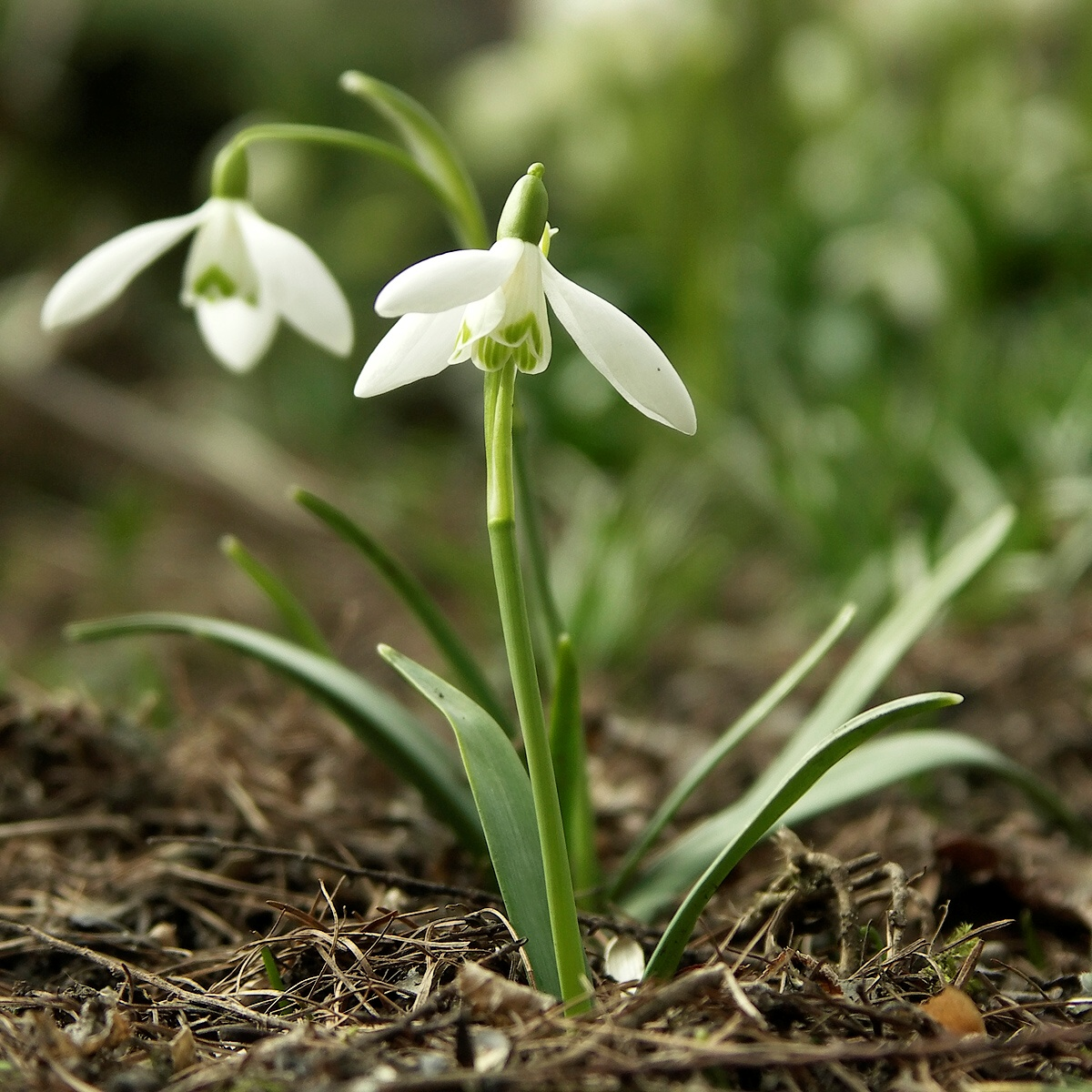
スノードロップ

精製されたガランタミンは白い粉末状物質である。可逆的なコリンエステラーゼ阻害剤であり、競合的拮抗薬である。つまり、AChEの活性を低下させることで脳内アセチルコリン濃度を増加させ、アルツハイマーの症状を改善させると考えられている。
1999年、ガランタミン-アセチルコリンエステラーゼ複合体の構造がX線回折によって決定された（PDB code: 1DX6; see complex）。ニコチン性アセチルコリン受容体のアロステリックリガンドでもある。認知症を根治させるという証拠はない。

### 薬物動態
ガランタミンの吸収は急速、完全であり、体内では線形的な動態を示す。経口での絶対生物学的利用能は80〜100%、半減期は7時間で、健康な被験者でのテストでは、経口で8mgを投与したとき、アセチルコリンエステラーゼ阻害のピークは1時間後だった。
血漿タンパク結合率は約18%で、比較的低い。

### 代謝
約75%は肝臓で代謝を受ける。In vitro研究ではCYP2D6、CYP3A4が関与することが示された。
Razadyne ER（1日1回服用）を用いた実験では、CYP2D6低代謝群は高代謝群と比べ薬剤への曝露量が約50%高いことが示された。

## 副作用
国内治験での副作用発現率は57.9%で、その内訳は、悪心（14.9%）、嘔吐（12.4%）、食欲不振（8.3%）、下痢（6.2%）、食欲減退（5.4%）、頭痛（4.6%）等であった。
重大な副作用として添付文書に記載されているものは、失神（0.1%）、徐脈（1.1%）、心ブロック（1.3%）、QT延長（0.9%）、急性汎発性発疹性膿疱症、肝炎、横紋筋融解症である。（頻度未記載は頻度不明）

## 注意
2つの研究で、ガランタミンを用いた軽度認知障害（MCI）患者に高い死亡率が観察されたため、FDAは警告を発した。2006年4月27日、FDAは全てのガランタミン製剤に対して、徐脈・特に素因のある患者に対しては房室ブロックを起こす可能性があるという警告を発した。また、プラシーボと比べて失神のリスクも増大するようである 。

## 全合成
植物体からの抽出か、特許の取られた全合成プロセスによって生産される。他にも様々な合成法があるが、工業的には用いられていない。

## 種類
- 錠剤:4mg,8mg,12mg
- 内用液:4mg/mL